# Arcidiocesi di Kasama
L'arcidiocesi di Kasama (in latino Archidioecesis Kasamaënsis) è una sede metropolitana della Chiesa cattolica in Zambia. Nel 2023 contava 896.504 battezzati su 1.618.412 abitanti. È retta dall'arcivescovo Ignatius Chama.

## Territorio
L'arcidiocesi comprende la maggior parte della Provincia Settentrionale, nello Zambia. 
Sede arcivescovile è la città di Kasama, dove si trova la cattedrale di San Giovanni Evangelista.
Il territorio è suddiviso in 38 parrocchie.

## Storia
Il vicariato apostolico di Banguelo fu eretto il 28 gennaio 1913 con il breve Magno est semper di papa Pio X, ricavandone il territorio dal vicariato apostolico di Nyassa (oggi arcidiocesi di Lilongwe).
Il 26 maggio 1933 cedette una porzione del suo territorio a vantaggio dell'erezione della missione sui iuris di Lwangwa (oggi diocesi di Mpika).
Il 10 luglio 1952 cedette un'altra porzione di territorio a vantaggio dell'erezione della prefettura apostolica di Fort Rosebery (oggi diocesi di Mansa) e nel contempo assunse il nome di vicariato apostolico di Kasama in forza del decreto Cum in Rhodesia della Congregazione di Propaganda Fide.
Il 25 aprile 1959 il vicariato apostolico fu elevato a diocesi suffraganea dell'arcidiocesi di Lusaka con la bolla Cum christiana fides di papa Giovanni XXIII.
Il 12 luglio 1967 è stata ulteriormente elevata al rango di arcidiocesi metropolitana con la bolla Qui altissimi Dei di papa Paolo VI.
Nel novembre del 1995 si è ampliata, incorporando quattro parrocchie che appartenevano alla diocesi di Mpika.

## Cronotassi dei vescovi
Si omettono i periodi di sede vacante non superiori ai 2 anni o non storicamente accertati.
- Étienne Larue, M.Afr. † (28 gennaio 1913 - 5 ottobre 1935 deceduto)
- Alexandre-Auguste-Laurent-Marie Roy, M.Afr. † (5 ottobre 1935 succeduto - 16 maggio 1949 dimesso)
- Marcel Daubechies, M.Afr. † (3 febbraio 1950 - 25 novembre 1964 dimesso[1])
- Clemens P. Chabukasansha † (6 luglio 1965 - 22 febbraio 1973 dimesso)
- Elias White Mutale † (17 settembre 1973 - 12 febbraio 1990 deceduto)
- James Mwewa Spaita † (3 dicembre 1990 - 30 aprile 2009 ritirato)
  - Sede vacante (2009-2012)
- Ignatius Chama, dal 12 gennaio 2012

## Statistiche
L'arcidiocesi nel 2023 su una popolazione di 1.618.412 persone contava 896.504 battezzati, corrispondenti al 55,4% del totale.
| anno | popolazione | popolazione | popolazione | presbiteri | presbiteri | presbiteri | presbiteri                | diaconi | religiosi | religiosi | parrocchie |
| anno | battezzati  | totale      | %           | numero     | secolari   | regolari   | battezzati per presbitero | diaconi | uomini    | donne     | parrocchie |
| ---- | ----------- | ----------- | ----------- | ---------- | ---------- | ---------- | ------------------------- | ------- | --------- | --------- | ---------- |
| 1950 | 140.117     | 140.117     | 100,0       | 67         | 7          | 60         | 2.091                     |         | 71        | 35        |            |
| 1970 | 147.480     | 254.000     | 58,1        | 56         | 11         | 45         | 2.633                     |         | 70        | 63        |            |
| 1980 | 161.000     | 298.000     | 54,0        | 42         | 10         | 32         | 3.833                     |         | 49        | 49        | 14         |
| 1990 | 238.475     | 433.592     | 55,0        | 53         | 19         | 34         | 4.499                     |         | 59        | 73        | 15         |
| 1999 | 341.500     | 632.390     | 54,0        | 56         | 35         | 21         | 6.098                     |         | 39        | 77        | 18         |
| 2000 | 420.000     | 803.000     | 52,3        | 57         | 39         | 18         | 7.368                     |         | 32        | 87        | 22         |
| 2001 | 438.350     | 827.090     | 53,0        | 61         | 42         | 19         | 7.186                     |         | 28        | 103       | 22         |
| 2002 | 438.350     | 827.090     | 53,0        | 63         | 44         | 19         | 6.957                     |         | 28        | 108       | 23         |
| 2003 | 448.329     | 877.630     | 51,1        | 68         | 49         | 19         | 6.593                     |         | 29        | 114       | 23         |
| 2004 | 592.886     | 1.038.954   | 57,1        | 73         | 52         | 21         | 8.121                     |         | 33        | 162       | 23         |
| 2006 | 643.000     | 1.063.000   | 60,5        | 78         | 60         | 18         | 8.243                     |         | 56        | 166       | 23         |
| 2007 | 651.000     | 1.078.000   | 60,3        | 78         | 59         | 19         | 8.346                     | 7       | 36        | 162       | 23         |
| 2013 | 769.000     | 1.290.000   | 59,6        | 68         | 52         | 16         | 11.308                    |         | 62        | 91        | 23         |
| 2016 | 570.130     | 1.216.000   | 46,9        | 67         | 54         | 13         | 8.509                     | 2       | 46        | 103       | 23         |
| 2019 | 802.894     | 1.433.740   | 56,0        | 77         | 65         | 12         | 10.427                    |         | 35        | 84        | 26         |
| 2021 | 858.180     | 1.520.000   | 56,5        | 83         | 69         | 14         | 10.339                    |         | 39        | 97        | 37         |
| 2023 | 896.504     | 1.618.412   | 55,4        | 83         | 69         | 14         | 10.801                    |         | 38        | 97        | 38         |